# Климовское сельское поселение (Чувашия)
Климовское се́льское поселе́ние — административно-территориальная единица в Ибресинском муниципальном округе Чувашской Республики Российской Федерации. Административный центр — село Климово.
Образовано 1 октября 1927 года как Климовский сельский Совет. В современных границах поселение существует с 14 июня 1954 года. До 2022 территория имела статус муниципального образования.

## Название
Название поселению дано по названию административного центра поселения — села Климово. Исторические названия: Климовский сельский Совет (1 октября 1927 — 25 декабря 1991), Климовская сельская администрация (25 декабря 1991 — 1 января 2006).

## История

### До VII века

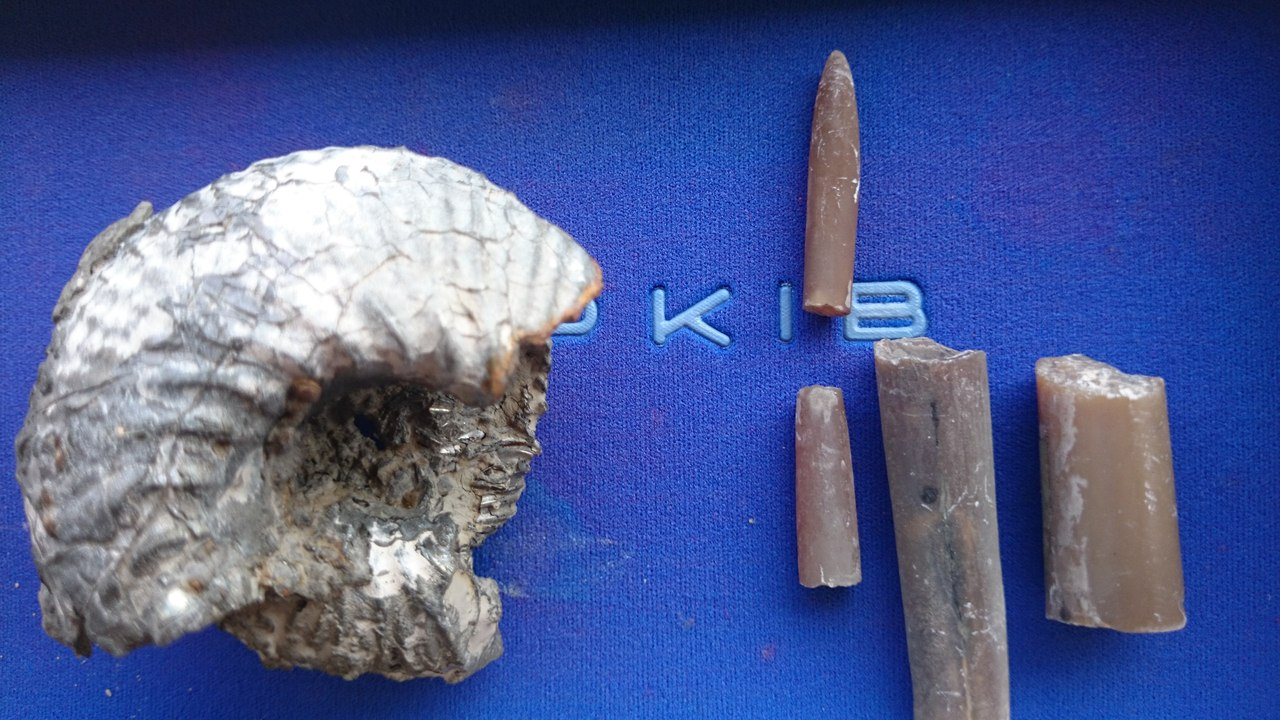
Аммониты и белемниты, обнаруженные в Алшихово при бурении колодца в 2014

Миллионы лет назад территория находилась под морскими (океаническими) водами, о чём, в частности, свидетельствуют обнаруженные в речке Шурлахвар окаменелости вымерших моллюсков — аммоноидеи и белемнитов.
О древних обитателях местности свидетельствует расположенный около деревни Тойси-Паразуси археологический памятник бронзового века (II — начало I тысячелетия до н. э.) — курган.
С X века местность находится на территории первого государственного образования Среднего Поволжья — Волжская Булгария, которая в 30-х гг. XIII века была завоёвана монголо-татарами и к 1241 году включена в состав Золотой Орды. К началу XV века территория примыкала к расположенному к юго-востоку Дикому полю. В начале XV века после распада Золотой Орды местность оказалась на территории образовавшегося в 1438 году Казанского ханства, а в 1551 году со всей «чувашской стороной» отошла к Русскому царству.
В XVII веке началось заселение окрестных территорий по реке Хоме и её притокам переселенцами-чувашами из северо-восточных и восточных районов «чувашской стороны» и из Заказанья. В XVII веке по берегам малых рек местности возникают крупнейшие населённые пункты местности — Климово и Тойси-Паразуси.

### XVII век — 1927
С 1708 года местность в составе Казанской губернии. До 1-й ревизии 1719—1721 годов жители деревни Тойси-Паразуси числились в составе удаленного Казанского уезда (в дальнейшем в XVIII веке деревня находилась уже в составе Хормалинской волости Цивильского уезда); деревня Климово находилась в составе Князь-Аклычевой сотни Свияжского уезда Казанской губернии. С 1719, после разделения губерний на провинции, территория до 1775 года относится к Свияжскому уезду Свияжской провинции.
По состоянию на 1816 год православные жители деревень Климово и Тойси-Паразуси были прихожанами Хормалинской церкви (село Хормалы).
С 1811 по 1838 год деревня Климово в составе Чурашевской волости; с 1838 года территория этой волости до 1861 года входила уже в состав Хормалинского сельского правления Асановской волости.
С 1861 года местность находится на территории Хормалинской волости на границе с Симбирской губернией: Климово относится к Чурашевскому сельскому обществу, Тойси-Паразуси — к Хом-Яндобинскому сельскому обществу
Местность связана с железной дорогой, построенной в начале 1890-х годов. В июне 1890 года в Цивильский уезд была направлена экспедиция для выявления возможности прокладки железнодорожной линии в пределах Казанской губернии. 15 июня 1891 года вышел указ императора Александра III, который разрешил Акционерному обществу Московско-Казанской железной дороги приступить к строительным работам от Рязани до Казани. В рамках строительства этой дороги с осени 1891 года прокладывалась линия между станциями Сасово и Свияжск. Управление Московско-Казанской железной дороги выбрало расположенное в 18 км от села чувашское селение Ибреси местом, рядом с которым расположилась одноимённая станция на линии между городом Алатырь и посёлком Шихраны (с 1925 — город Канаш). Линия прошла по северной части территории современного поселения и вступила в строй 22 декабря 1893 года.
С 1903 года в селе Климово функционирует храм Сретения Господня. К образовавшемуся Климовскому приходу кроме жителей села Климово были приписаны жители деревни Тойси-Паразуси. Членами Климовского религиозного общества являлись 3000 человек.
|                                                |  |                                               |  |                                               |
| Территория поселения на карте 1765—1800 годов. |  | Территория поселения на карте 1821—1839 годов |  | Территория поселения на карте 1865—1871 годов |

### 1927—1953
Поселение было образовано 1 октября 1927 года как Климовский сельский Совет. В момент своего образования Совету подчинялся единственный населённый пункт — село Климово. Появившиеся летом 1927 года и летом 1928 года выселки села — посёлок Новое Климово и Разъезд 275 км (впоследствии будет переименован в Мерезень) — были починёны Совету в 1931 году; появившейся летом 1928 года выселок села — деревня Алшихово — был подчинён Совету 29 августа 1931 года.
В это время (1927—1929) председателем Климовского сельского Совета был Н. Т. Тимофеев; председателем вновь образованного в селе Климово колхоза (с 1932 года — «Красный фронтовик») был С. М. Шемякин.
15 декабря 1932 года посёлок Новое Климово был переподчинён Савкинскому сельскому Совету.

### 1954—1991
14 июня 1954 года в подчинение Климовского сельского Совета передана деревня Тойси-Паразуси, которая до этого была центральной усадьбой Тойси-Паразусинского сельского Совета; и в начале 1950-х тойсинский колхоз «Красный металлист» был присоединён к климовскому колхозу «Красный фронтовик».
На 1967 год председателем сельсовета был О. Кузнецов.

### С 1991 года
Статус и границы сельского поселения установлены Законом Чувашской Республики от 24 ноября 2004 года № 37 «Об установлении границ муниципальных образований Чувашской Республики и наделении их статусом городского, сельского поселения, муниципального района и городского округа».
Главой Климовского сельского поселения с 21 октября 2010 года по 2015 год являлся Андрей Васильевич Егоров.
С 5 ноября 2015 по 17 ноября 2016 главой Климовского сельского поселения был Степанов Александр Геннадьевич.

## География
Территория изрезана оврагами и долинами малых рек (ручьёв) Егиска, Вутанар, Майсарсирма, Малдышне, Сирикас, Хома, Хухурла, Шурлахвар, Ялдом.

## Климат

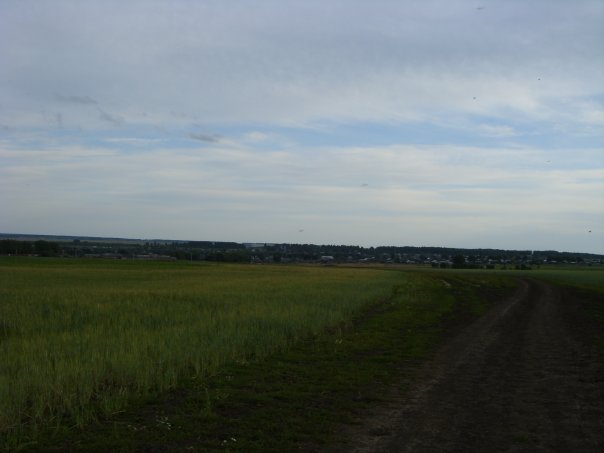
Дорога по полю колхоза «Красный фронтовик» в окрестностях села (2009)

Поселение расположено в зоне умеренно континентального климата с продолжительной холодной зимой и тёплым, иногда жарким, летом. Число часов солнечного сияния за год составляет около 1937 — 46 % от возможных. Наиболее солнечным является период с апреля по август. За год в среднем бывает 95 дней без солнца.
Среднегодовая температура воздуха равна +2,9 °C. Амплитуда колебаний температуры воздуха довольно велика. Самый холодный месяц — январь, среднемесячная температура — −12,3 °C. Самый жаркий — июль, среднемесячная температура — +18,7 °C. Господствующие среднегодовые ветра — юго-западные. В холодную половину года увеличивается повторяемость южных ветров, а в тёплую половину года — северных. Абсолютный минимум температуры — −42 °C. Абсолютный максимум температуры — +37 °C. Период активной вегетации растений, когда среднесуточная температура выше +10 °C, длится с начала мая до середины сентября и продолжается 133 дня. Безморозный период длится 148 дней. Первый заморозок в среднем — 2 октября, последний — 6 мая.
За год среднее количество осадков составляет 530 мм. Осадки тёплого периода составляют приблизительно 70 %. Летние осадки носят ливневый характер и сопровождаются грозами, максимум осадков приходится на июль месяц — 70 мм. Устойчивый снежный покров образуется в середине ноября и лежит в течение 5 месяцев. Высота снежного покрова за зиму достигает 43 см. Среднегодовое значение относительной влажности воздуха равно 75 %. Май и июнь — самые сухие месяцы. Среднемесячное значение относительной влажности не превышает 64 %, а в холодный период с октября по март — 88 %. Из неблагоприятных явлений погоды следует отметить туманы и метели, число дней которых в году составляет соответственно 24—44 и 54. К одному из опасных метеорологических явлений также относятся засухи. Засухи сопровождаются суховеями, которые бывают практически ежегодно: слабые и средние случаются 8—9 раз в 10 лет, интенсивные — 3—4 раза в 10 лет.

## Территория поселения
Северная граница поселения начинается южнее северо-восточного угла квартала 7 Кошлаушского лесничества Ибресинского лесхоза и идет на восток, проходя вдоль северной границы лесопосадки, первого поля почвозащитного севооборота, леса «Чарашлаката» колхоза «Красный фронтовик», поворачивает на север, проходя до юго-западной границы квартала 47 Тобурдановского лесничества Канашского лесхоза. Далее идет по границе с Канашским районом по южной границе кварталов 47, 48 Тобурдановского лесничества, поворачивает на юг, проходя вдоль западной границы квартала 49 Тобурдановского лесничества, и следует на восток, проходит до земель Горьковской железной дороги Красный Узел — Канаш и, пересекая её в северо-восточном направлении, проходит вдоль южной границы квартала 50 Тобурдановского лесничества до границы с Новочурашевским сельским поселением.
Восточная граница поселения начинается с западного конца защитной лесополосы и по направлению лесополосы проходит до оврага, где поворачивает на юг вдоль оврага до ручья Ялдом и идет в южном направлении посередине руч. Ялдом, обходит свиноферму колхоза «Красный фронтовик», пересекает автомобильную дорогу Ибреси — Канаш в точке, находящейся западнее моста через руч. Ялдом на 100 м и проходит на юг, касаясь начала лесопосадки (вдоль автомобильной дороги Ибреси — Канаш) до р. Хома по границе колхозов «Красный фронтовик» и «Красный партизан».
Южная граница поселения начинается от границы с Новочурашевским сельским поселением и проходит посередине р. Хома вверх по течению до границы с Чувашско-Тимяшским сельским поселением. Граница с Чувашско-Тимяшским сельским поселением начинается от границы с Хормалинским сельским поселением и идет на северо-запад по границе земель колхозов «Искра» и «Красный фронтовик» вдоль защитной лесополосы до склада ядохимикатов колхоза «Красный фронтовик», поворачивает на юго-запад, проходя до оврага и пересекая его, далее граница поворачивает на юг, идет вдоль оврага до ручья и посередине ручья до места впадения в р. Хома. Затем идет посередине р. Хома вверх по течению до плотины через р. Хома.
Западная граница поселения с Андреевским сельским поселением начинается от плотины через р. Хома, идет посередине водоема на запад до границы фермерского хозяйства «Время» и колхоза «Красный фронтовик». Затем поворачивает на северо-запад, идет по границе фермерского хозяйства «Время» и колхоза «Красный фронтовик», далее по границе фермерского хозяйства «Заря» и колхоза «Красный фронтовик», обходя с западной стороны сельскохозяйственный производственный кооператив «Рассвет», пересекая автомобильную дорогу Ибреси — Канаш и ручей Сирикас, идет до начала защитной лесополосы между границей земель фермерского хозяйства «Молния» и сельскохозяйственного производственного кооператива «Рассвет» и по направлению лесополосы проходит на север до южной границы квартала 60 Кошлаушского лесничества Ибресинского лесхоза.
Граница с Ибресинским городским поселением начинается с юго-восточного угла квартала 60 Кошлаушского лесничества, идет на север и проходит по восточной границе 19, 15, 7 Кошлаушского лесничества.

### Растительность и животный мир
Наиболее характерные представители лесной фауны: обыкновенный ёж, европейский крот; полевой животный мир представлен тушканчиками, сусликами, хомяками, полевыми мышами и др.
Встречаются берёзовые рощи, кустарниковые заросли в поймах рек, луга, участки естественной степной растительности. В травостое преобладает разнотравье. Встречается большое число полезных растений. Среди травянистых лекарственных растений — валериана, одуванчик, крапива, полынь, подорожник, пастушья сумка, лопух и др, из кустарников — багульник; общее число видов лекарственных растений — более тридцати. В лесных участках растёт можжевельник обыкновенный. Некоторые другие растения: борец высокий, чебрец, тимофеевка, костёр, смолёвка, горицвет, жимолость, боярышник, мята, кислица, шиповник, крушина. Медоносы: липа, кипрей, медуница, клевер белый и др. В травостое также встречаются ветреница, хохлатка, первоцвет, сныть, звездчатка, копытень и др. В лесах и на лугах произрастают земляника, а также съедобные растения — тмин и щавель.

## Население
| 1989  | 2006  | 2010  | 2012  | 2013  | 2014  | 2015  |
| ----- | ----- | ----- | ----- | ----- | ----- | ----- |
| 1791  | ↗1814 | ↘1749 | ↘1714 | ↘1685 | ↘1652 | ↘1613 |
| 2016  | 2017  | 2018  | 2019  | 2020  | 2021  |       |
| ↘1597 | ↘1585 | ↘1546 | ↘1520 | ↘1496 | ↘1472 |       |

## Состав сельского поселения
| № | Населённый пункт | Тип населённого пункта       | Население |
| - | ---------------- | ---------------------------- | --------- |
| 1 | Алшихово         | посёлок                      | ↘26       |
| 2 | Климово          | село, административный центр | ↘1023     |
| 3 | Мерезень         | посёлок                      | ↘35       |
| 4 | Тойси-Паразуси   | деревня                      | ↘640      |

## Крупнейшие хозяйства
ОАО «Рассвет», Колхоз «Красный фронтовик», ООО «Красный фронтовик», ИП С. В. Лабинов, Сельскохозяйственный потребительский обслуживающий кооператив «Прогресс», ООО «Агропродукт».
С 2006 по 2011 год — Сельскохозяйственный потребительский сбытовой кооператив «Прогресс» (ИНН 2105004599; с 2011 года зарегистрирован по адресу: Москва, ул. Песчаная, 15)
Планируется, что платная автодорога Москва — Нижний Новгород — Казань пройдет по следующим поселениями Ибресинского района: городское поселение Ибресинское, сельские поселения Андреевское, Климовское, Чувашско-Тимяшское, Хормалинское, Новочурашевское, Айбечское.

## Достопримечательности и объекты культуры
1. Здание Дома культуры (Климово)
2. Здание библиотеки (Тойси-Паразуси)
3. Здание Дома культуры (Тойси-Паразуси)
4. Водонапорная башня с артскважиной (Климово)
5. Памятник павшим воинам в годы Великой Отечественной войны 1941—1945 гг. (Климово)
6. Обелиск павшим воинам в годы Великой войны 1941—1945 гг. (Тойси-Паразуси)

## Персоны

В. А. Ильин учился в климовской школе

- Анисимов, Николай Анисимович — член Совета Федерации Федерального Собрания Российской Федерации (2001—2004), кандидат юридических наук;
- Белов, Владимир Ильич — советский и российский художник, Заслуженный художник Белорусской ССР;
- Ильин, Виктор Алексеевич — Почётный адвокат России, депутат (с 1998), руководитель фракции КПРФ (2002—2011) Государственного Совета Чувашской Республики, вице-президент Адвокатской палаты Чувашской Республики (2002);
- Краснов, Николай Георгиевич — чувашский поэт, главный редактор чувашского сатирического журнала «Капкӑн» (2005—2007); родился в деревне[32];
- Маркиянов, Геннадий Александрович — чувашский композитор, автор более 80 песен;
- Маркиянов, Орест Александрович — доктор педагогических наук, профессор Чувашского государственного университета им. И. Н. Ульянова, Почётный гражданин села Климово (2009)[33];
- Чернова, Галина Петровна — министр образования и молодёжной политики Чувашской Республики (2000—2010), кандидат биологических наук;